# فريتز شليبر
كان فريتز شليبر (4 أغسطس 1892 - 4 يونيو 1977) ضابطًا عسكريًا ألمانيًا خدم خلال الحرب العالمية الأولى والحرب العالمية الثانية وحصل في النهاية على رتبة جنرال.

## السيرة الشخصية
ولد فريتز شليبر في 4 أغسطس 1892 بكولدرومب في بوزن. في عام 1911، انضم إلى الجيش الألماني. واصل شليبر الخدمة في الرايخويهر التابع لجمهورية فايمار، بعد الحرب العالمية الأولى، وعندما تم استبدال جمهورية فايمار بألمانيا النازية، بقي في الهير المكون من الفيرماخت ومن الأعوام 1935 حتى 1939 قاد فوج المدفعية رقم 17. في عام 1939، تمت ترقيته إلى اللواء الرائد وشغل منصب رئيس أركان المنطقة العسكرية الثالثة عشرة وخلال غزو بولندا، شغل منصب رئيس أركان مركز القطاع الحدودي. ومن عام 1939 إلى عام 1940، كان أيضًا مديرًا للجيش الثامن عشر.
وخلال عملية بارباروسا، قاد فرقة المشاة الخامسة والأربعين في واحدة من المعارك الأولية، الدفاع عن قلعة بريست. من جانبه في هذه المعارك، تم منحه وسام الفارس الصليبي الحديدي. في عام 1942، تم نقله إلى سلوفاكيا لقيادة البعثة العسكرية الألمانية في وزارة الدفاع السلوفاكية. لقد أُعفي من منصبه بعد نزاع مع الوزير فيرديناند تشاتلوش. ومن عام 1944 وحتى نهاية الحرب، كان رئيس الأركان الخاصة الثانية. بعد الحرب، عاش شليبر في نورنبرغ حتى وفاته في 4 يونيو 1977.

## الجوائز
- الصليب الحديدي (1914)
  - الدرجة الثانية
  - الدرجة الأولى
- وسام الصليب من الحرب العالمية 1914/1918
- مشبك الصليب الحديدي (1939)
  - الدرجة الثانية
  - الدرجة الأولى
- وسام الفارس الصليبي الحديدي في 27 ديسمبر 1941 كجنرال رئيسي وقائد من فرقة المشاة الخامسة والأربعين

### اقتباسات
1. ↑  Scherzer. 2007. ص. 665.
2. ↑  Hrnko، Anton (2002). "Nemecká vojenská misia na Slovensku 1939–1944". História. مؤرشف من الأصل في 1 May 2009. اطلع عليه بتاريخ أغسطس 2020. {{استشهاد بدورية محكمة}}: تحقق من التاريخ في: |تاريخ الوصول= (مساعدة)